# Mikołaj Siwicki
Mikołaj Siwicki (ukr. Микола Костьович Сивiцький, ur. 20 września 1917, zm. 13 stycznia 2004) – doktor ukrainistyki (literaturoznawca) ukraińskiego pochodzenia. 
Ukończył studia na Uniwersytecie Warszawskim w 1956, doktoryzował się na Uniwersytecie Jagiellońskim w 1983 u prof. Ryszarda Łużnego pracą na temat Bohdana Łepkiego. Swoje rozprawy oraz artykuły popularyzatorskie publikował na łamach pism specjalistycznych „Slavia Orientalis”, „Studia Polono-Slavica- Orientalia. Acta Litteraria”. 
Był współzałożycielem, i przez kilka początkowych lat sekretarzem redakcji ukraińskiego tygodnika Nasze Słowo.
Przez pewien czas Mikołaj Siwicki mieszkał na warszawskim Bródnie.

## Kontrowersje i antypolonizm
Treść tej sekcji może nie być zgodna z zasadami neutralnego punktu widzenia,
ponieważ sekcja powołuje się na źródła wzbudzające co najmniej podobne kontrowersje, co opisywane w tym artykule, i.e. autorstwa Lucyny Kulińskiej czy Jerzego Roberta Nowaka; 
czy "ilość zawartych przekłamań" spowodowała wniesienie sprawy do prokuratury czy może autorzy takiego zawiadomienia zdecydowali o tym? artykuł nie wspomina ponadto, czy prokuratura przyznała im rację.
Dokładniejsze informacje o tym, co należy poprawić, być może znajdują się w dyskusji tej sekcji.
 Po wyeliminowaniu niedoskonałości należy usunąć szablon  z tej sekcji.
Jego książki są krytykowane przez historyków za skrajny antypolonizm. Zarzuty dotyczą jego głównej książki pt. "Dzieje konfliktów polsko-ukraińskich". Możemy w niej przeczytać m.in., że „Polskie społeczeństwo jest zdegenerowane, chore, bo wychowało się na fałszu...”. W tej samej książce przesiedlenie ludności łemkowsko-ukraińskiej z pogranicza polsko-sowieckiego, w ramach operacji „Wisła” nazwał ludobójstwem. O tej książce pisał również Józef Lewandowski w paryskiej Kulturze (artykuł ze stycznia-lutego 1994 r.) komentując zawarte w książce myśli Siwickiego: „Cokolwiek Polacy by nie robili, to zawsze są zbrodniarzami, natomiast Ukraińcy toczą wyłącznie sprawiedliwą walkę”. Siwicki posunął się nawet do usprawiedliwiania zbrodni katyńskiej na polskich oficerach, pisząc w tomie I (s. 68): „Rzecz jasna  w «tępieniu wystąpień zagrażających porządkowi publicznemu» osadnicy (polscy) strzelali do szowinistów i komunistów. Czy można się dziwić, że niebawem ten «wyselekcjonowany, wartościowy element» bolszewicy wystrzelali w Katyniu?”. Na s. 19 drugiego tomu swej książki Siwicki usprawiedliwia ukraińskie rzezie na Polakach nazywając je normalną walką
Ilość zawartych w tej pracy przekłamań spowodowała nawet wniesienie przeciw autorowi sprawy do prokuratury. 10 lipca 1996 r. Prokuratura Wojewódzka w Warszawie sformułowała akt oskarżenia przeciwko dr. Mikołajowi Siwickiemu za to, iż w swej trzytomowej pracy Dzieje konfliktów polsko-ukraińskich „publicznie nawołuje do waśni na tle różnic narodowościowych" i „rozpowszechnia fałszywe wiadomości". Zawiadomienie o przestępstwie złożyły polskie organizacje patriotyczno-niepodległościowe z Przemyśla, które występują w tej sprawie jako „osoby pokrzywdzone".

## Publikacje
- Mikołaj Siwicki - Dzieje konfliktów polsko-ukraińskich. T.I, II, III, Warszawa 1994. Studia polsko-ukraińskie. Materiały z konferencji naukowej. Kamieniec Podolski, 29-31 maja 1992, Kijów-Przemyśl 1993
- Mikołaj Siwicki, Zapysky siroho wołyniaka, wyd. Kijów 1996 oraz 2000, (ukr.) - Микола Сивицький - "Записки сірого волиняка." - 2-е вид. - К.: Вид-во ім. О. Теліги, 2000.

- Mikołaj Siwicki - Paradoksy doby, Kijów 2000, (ukr.)- Микола Сивицький - "Парадокси доби.", Вид-во ім. О. Теліги, 2000.
- Mikołaj Siwicki - Obchody jubileuszowe Bohdana Łepkiego w Polsce. (1972 r. referat) oraz Ukraina (1991 r. referat)